# Schwarzer Mann

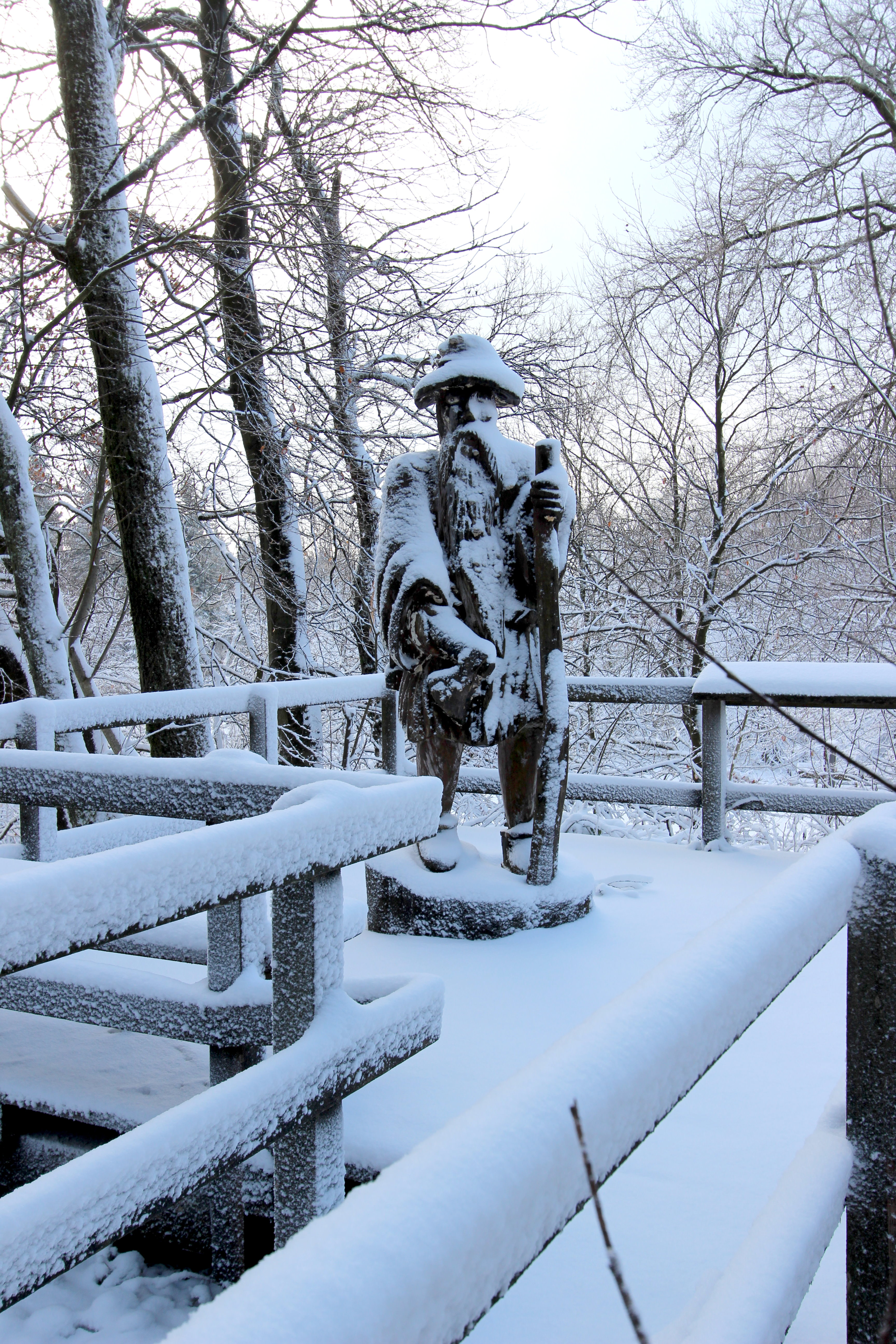
Der Schwarze Mann (Bergmann)

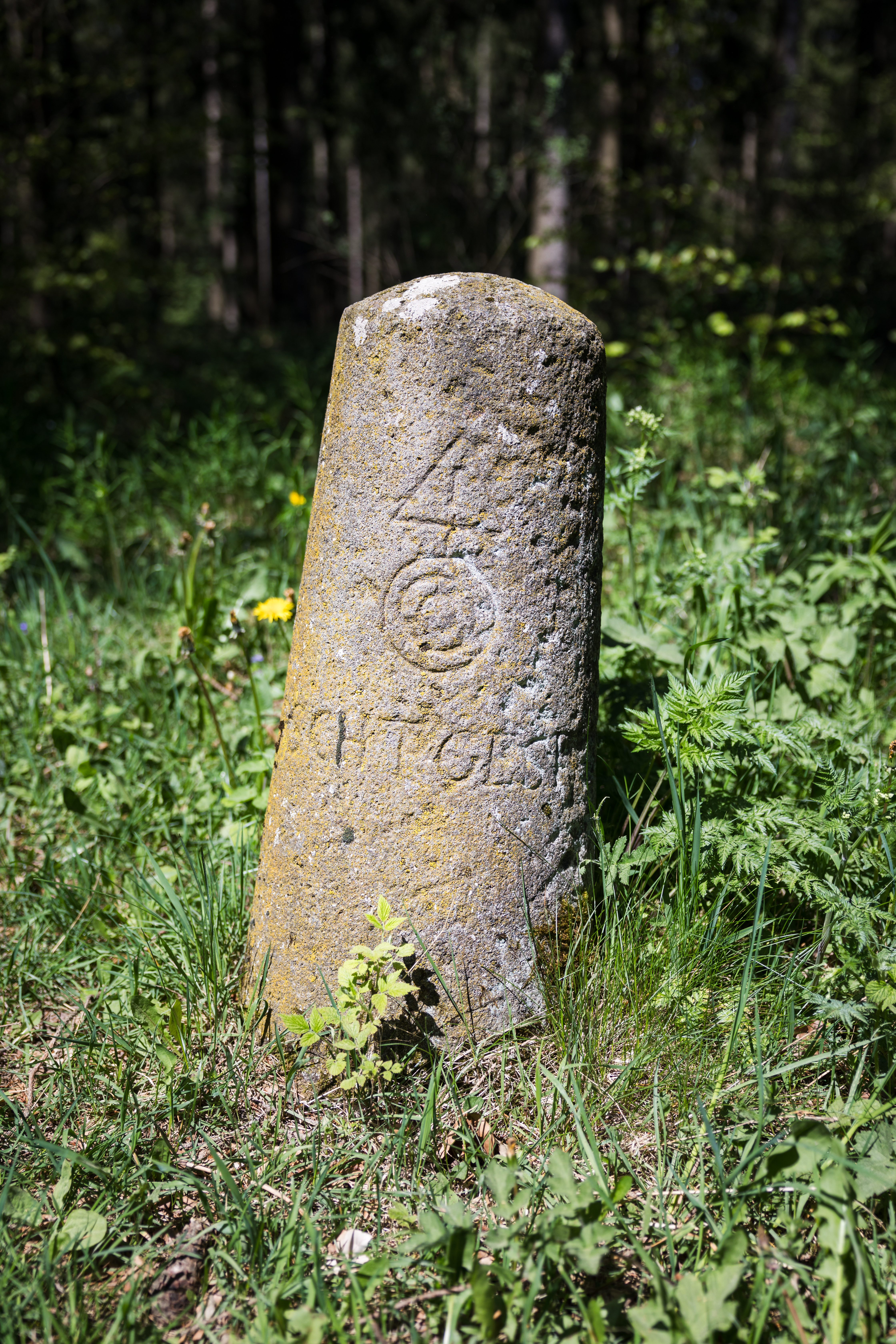
Tranchotstein

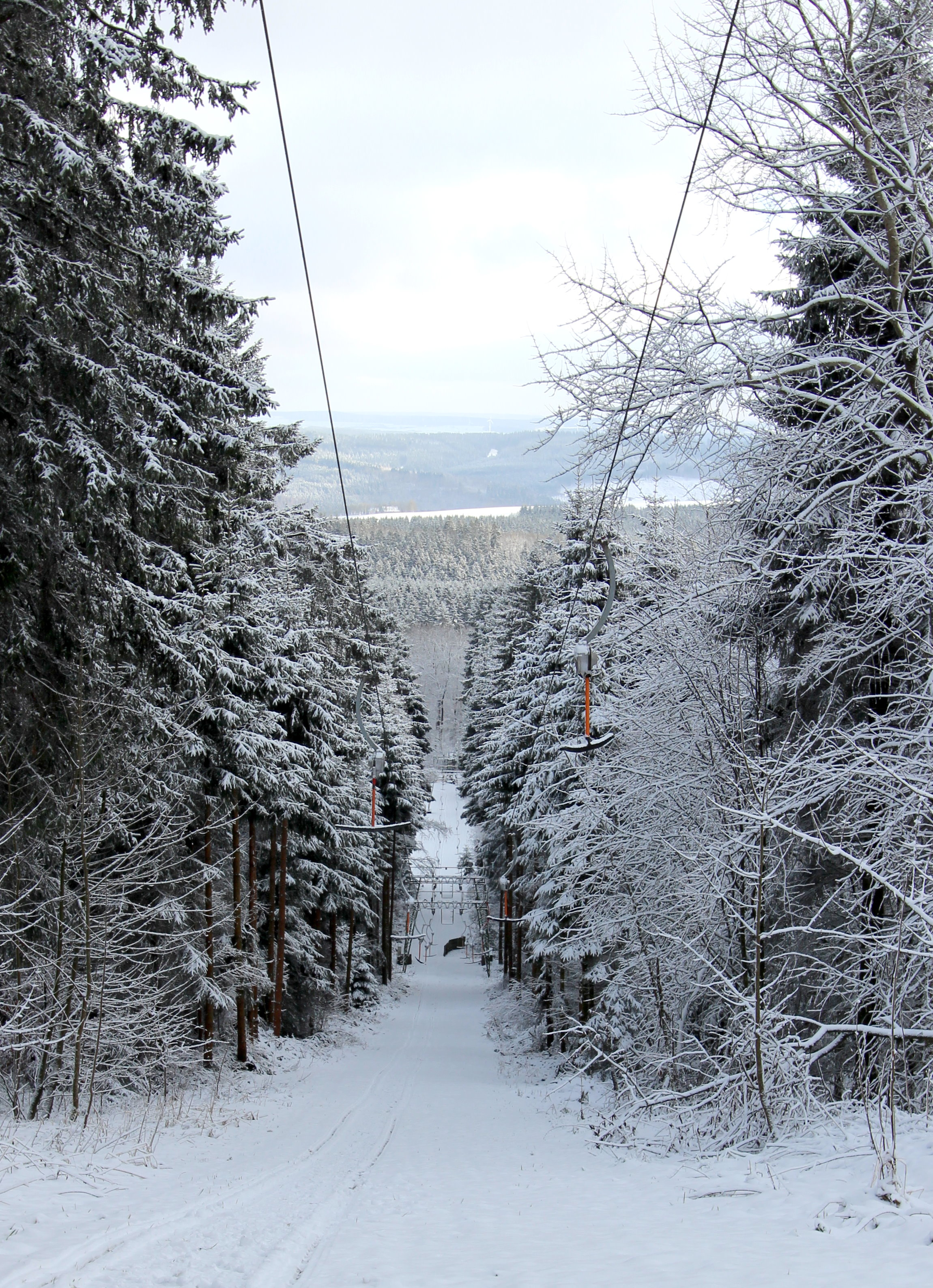
Schlepplift am Schwarzen Mann

Der Schwarze Mann bei Buchet-Halenfeld im rheinland-pfälzischen Eifelkreis Bitburg-Prüm ist mit 697 m ü. NHN nach einem nahen Gipfel (700,9 m Höhe) und einem unbenannten Punkt mit 699,2 Meter Höhe die zweithöchste Erhebung der Schneifel.
In Gipfelnähe befindet sich der Sender Schnee-Eifel. Die Umgebung ist ein gut erschlossenes Wandergebiet und das größte Wintersportgebiet in Rheinland-Pfalz.

## Namensentstehung
Der Name Schwarze Mann hat nichts mit der Kinderschreckfigur Der Schwarze Mann zu tun, sondern mit den schwarzen Gesichtern der Bergleute beim Abbau von Bleierz im Bergwerk von Bleialf. Früher wurde der Gipfel „Kerschgeroth“ genannt, was sich wohl von der Rodung des stark bewaldeten Gebiets herleitet.

## Geographie

### Lage
Der Schwarze Mann erhebt sich im Westen der Eifel in der Schnee-Eifel, nahe der Grenze zu Belgien und im Naturpark Hohes Venn-Eifel. Der Berggipfel liegt rund 3 km östlich von Halenfeld (Ortsteil von Buchet), 3,8 km westnordwestlich von Wascheid (Ortsteil von Gondenbrett) und 3,3 km (jeweils Luftlinie) nördlich von Sellerich; die Grenze der Gemeinden Buchet und Sellerich verläuft über den Gipfel. In der Nähe befinden sich die Stadt Prüm im Südosten sowie die Gemeinden Bleialf im Westsüdwesten und Ormont im Nordosten. Auf dem Nordhang des Berges entspringt der Alfbach, auf dem Osthang der Litzenmehlenbach und auf dem Südhang der Mönbach.
In Gipfelnähe befindet sich auf der mit 700,9 m höchsten Stelle der Erhebung der Tranchotstein. Der kleine Grenzstein wurde nach dem französischen Geographen Jean Joseph Tranchot (1752–1815) benannt, der im Auftrag Napoleon Bonapartes die Topographische Aufnahme der Rheinlande (Tranchotkarte) durchführte. Es ist ein steiler, oben flach abgerundeter Kegelstumpf. Auf der Südseite untereinander eingemeißelt ein Dreieck, drei konzentrische Kreise und die damalige Benennung der Örtlichkeit KERSCHTGESROTH. (siehe Bild unten rechts)

### Naturräumliche Zuordnung und Schutzgebiet
Der Schwarze Mann gehört in der naturräumlichen Haupteinheitengruppe Westeifel (Nr. 28) und in der Haupteinheit Westliche Hocheifel (281) zur Untereinheit Schneifelrücken (281.0).
Auf dem Schwarzen Mann liegen Teile des Fauna-Flora-Habitat-Gebiets Schneifel (FFH-Nr. 5704-301; 36,65 km² groß).

## Geologie
→ siehe Abschnitt Geologie des Artikels Schneifel

## Flora und Fauna
Sowohl die Schneifel als auch der Schwarze Mann sind überwiegend mit Fichten bewachsen. Es gibt hier noch seltene Pflanzen- und Tierarten wie zum Beispiel die Wildkatze.

## Sender Schnee-Eifel
Etwa 250 m südsüdwestlich des Berggipfels steht der weithin sichtbare Turm des Senders Schnee-Eifel. Er wurde 1965 auf etwa 690 m Höhe errichtet und ist für die Öffentlichkeit gesperrt. Im Zuge der Einstellung des analogen TV-Sendebetriebs (ZDF und SWR Fernsehen Rheinland-Pfalz) wurde der Turm 2010 bis 2011 von 223 m auf 105 m Höhe gekürzt, da die vormalige Höhe für den Rundfunksendebetrieb (Deutschlandfunk) nicht mehr benötigt wird.

## Wintersportgebiet
Auf dem Schwarzen Mann liegt das Wintersportgebiet Schwarzer Mann. Etwa 1,3 km (Luftlinie) nordöstlich seines Gipfels befinden sich die Bergstationen zweier Schlepplifte. Dort gibt es zwei 800 m lange Skipisten, eine Rodelbahn (450 m) mit Lift und eine Kinderrodelbahn. Wenn Schneelage und Witterung es zulassen, werden meist im Januar und Februar zwei Loipen (12 und 18 km) durch die Landschaft gespurt und den Winter über ein rund 5 km langer Wanderweg geräumt.

## Verkehr und Wandern
Über den Berggipfel des Schwarzen Mann verläuft die Landesstraße 20, welche die Bundesstraße 265 im Nordosten kreuzt und jenseits des Gipfels nach Südwesten nach Brandscheid führt. In Gipfelnähe sind Parkplätze vorhanden. Die Landschaft kann auf mehreren Waldwegen und -pfaden durchwandert werden, wie auf dem über den Gipfel führenden Schneifelhöhenweg, der zwischen dem Wanderparkplatz Schneifelforsthaus und dem Wanderrastplatz Brandscheid eine Länge von etwa 10 km hat.